# Éristale
Eristalis
Genre
Eristalis est un large genre de syrphes (insectes diptères de la famille des Syrphidae, de la sous-famille des Eristalinae). On les appelle communément les Éristales. Certaines espèces comprises dans ce genre, ressemblent de façon superficielle à des abeilles. C'est le cas de la plus commune d'entre elles, Eristalis tenax, dont le nom commun en anglais est dronefly, « drone » désignant dans cette langue le mâle de l'Abeille à miel (Apis mellifera), le faux bourdon.

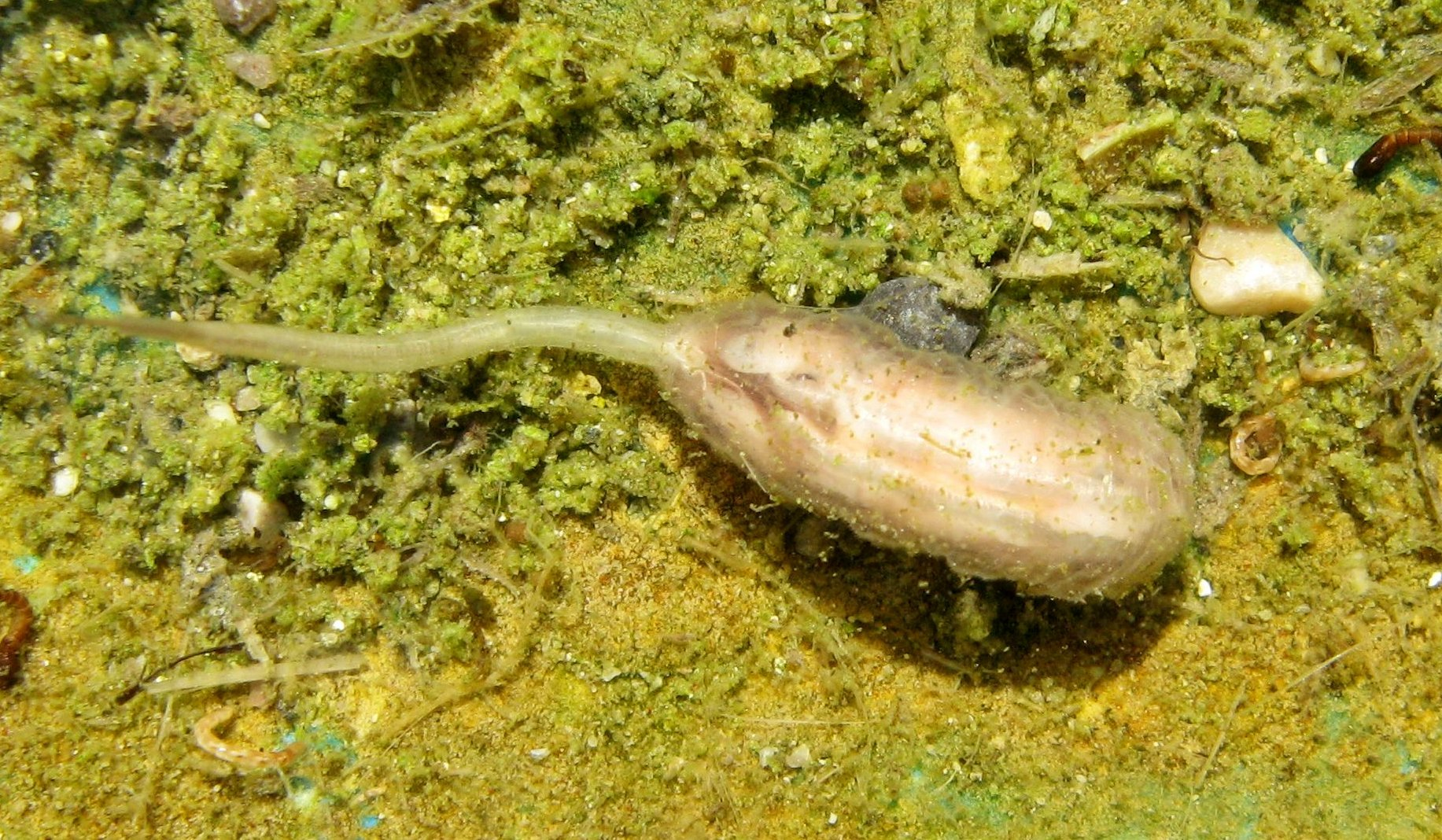
Larve aquatique d'éristale, elle respire en surface grâce à un tube caudal

Sa larve est aquatique et respire l'air au moyen d'un long appendice tubulaire déployé vers la surface (cet appendice lui a valu le nom de rat-tailed maggot (« asticot à queue de rat ») chez les anglophones). 

## Habitat
Les adultes fréquentent de nombreux types de milieux pourvu qu'ils soient riches en fleurs. Les larves, aquatiques, se retrouvent dans les fosses d'aisance ou dans les jus libérés par les fumiers et lisiers, les silos et les eaux croupies peu profondes. Les larves se développent aussi dans les bassins de lagunage de stations d’épuration, où diverses espèces d'oiseaux peuvent venir les manger.

## Écologie
Les éristales jouent au moins deux rôles importants :
- comme auxiliaires de l'agriculture (pollinisateur généraliste) pour ce qui concerne l'adulte. À titre d'exemple, sur un champ de colza en fleur (1992) ; 50 % des Diptères étaient des éristales soit 14.5 % de tous les insectes pollinisateurs [5]
- les larves contribuent à l'épuration de l'eau et des sédiments. Par exemple, une étude espagnole a conclu qu'après quelques mois, une population importante de larves d’éristales peut avoir transformé du lisier en eau potable.

Exceptionnellement, des larves d'éristales peuvent se développer dans l'intestin de mammifères, dont chez l'humain.
C'est l'un des nombreux insectes à phototropisme positif, c'est-à-dire attiré par la lumière,, ce qui pourrait peut-être le rendre vulnérable à la pollution lumineuse.

## Bioindication
Le genre Eristalis est connu depuis longtemps comme bioindicateur d'eaux ou de parties de cours d'eau ou de zone humide très polluées ou très chargées en matière organique et souvent anoxique, dont en zone tropicale.

## Systématique
Le genre Eristalis a été subdivisé en plusieurs sous-genres et groupes d'espèces (Eristalomyia, Eristalis, Eoeristalis, etc.).

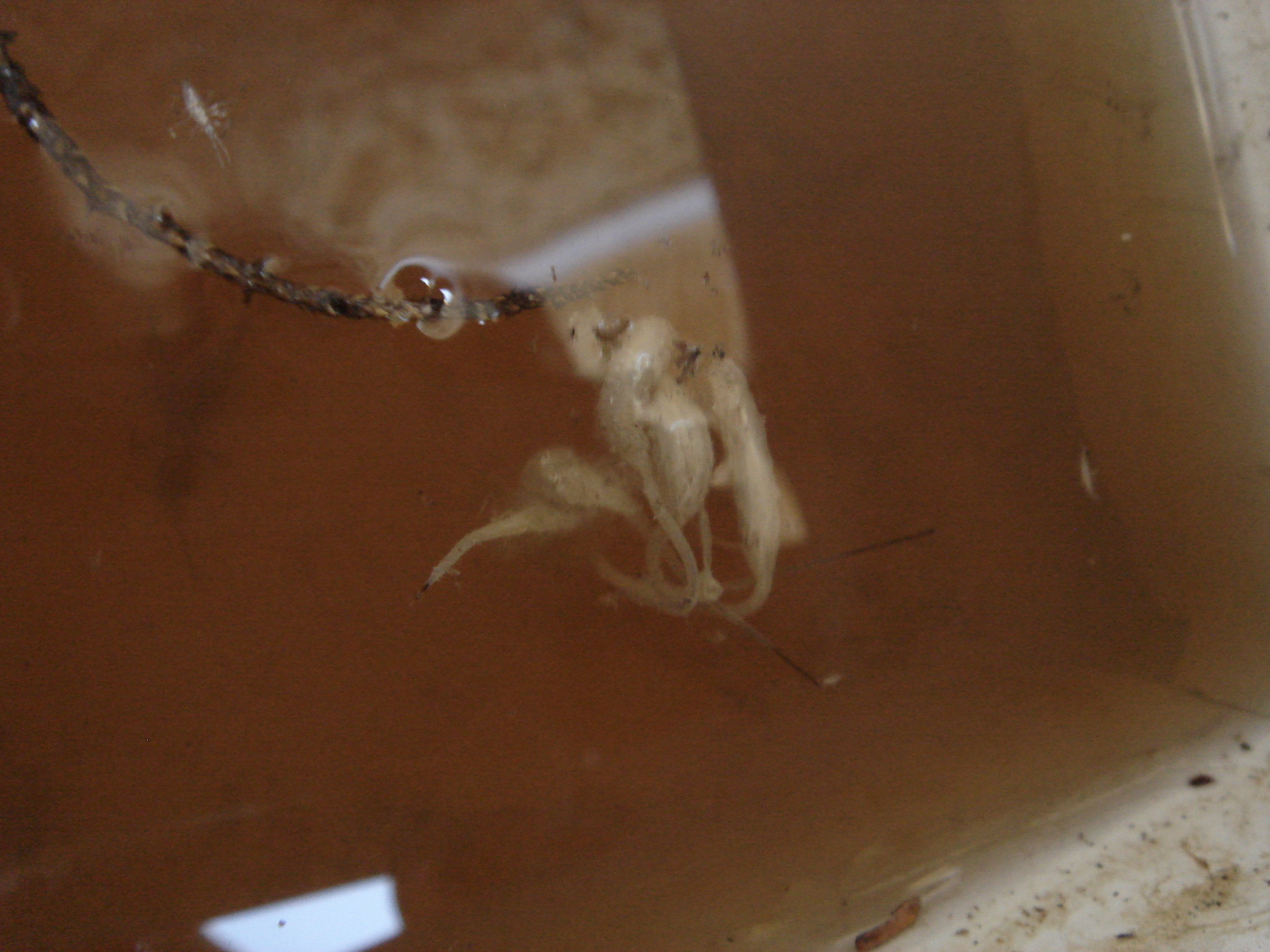
Larves dites "vers à queue de rat"

parmi les espèces, on trouve notamment :
| - E. abusiva Collin, 1931 - E. alleni Thompson, 1997 - E. alpina (Panzer, 1798) - E. anthophorina (Fallén, 1817) - E. arbustorum (Linnaeus 1758) - E. barda (Say, 1829) - E. bellardii Jeannicke, 1867) - E. bogotensis Macquart, 1842 - E. brousii Williston, 1882 - E. calida Walker, 1849 - E. cerealis Fabricius, 1805 - E. circe Williston, 1891 - E. corymbus Violovitsh, 1975 - E. croceimaculata Jacobs, 1900, - E. cryptarum (Fabricius, 1794) - E. deserta Violovitsh, 1977 - E. dimidiata (Wiedemann, 1830) - E. dubia Macquart, 1834 - E. fenestrata De Meijere, 1908 - E. flavipes Walker, 1849 - E. fraterculus (Zetterstedt, 1838) - E. gatesi Thompson, 1997 - E. gomonojunovae Violovitsh, 1977 - E. hirta Loew, 1866 - E. horticola (De Geer, 1776) - = E. lineata (Harris, 1776) - E. intricarius (Linnaeus 1758) - E. japonica Van der Goot, 1964 - E. jugorum Egger, 1858 - E. kamtshatica Violovitsh, 1977 | - E. latifrons Zetterstedt, 1843 - E. lunata De Meijere, 1908, 1776 - E. marfax Curran, 1947 - E. nemorum (Linnaeus 1758) - = E. interrupta (Poda, 1761) - E. obscura (Loew, 1866) - E. oestracea (Linnaeus 1758) - E. pacifica Violovitsh, 1977 - E. pertinax (Scopoli, 1763) - E. persa Williston, 1891 - E. picea (Fallén, 1817) - E. precipua Williston, 1888 - E. pseudorupium Kanervo, 1938 - E. rabida Violovitsh, 1977 - E. reflugens Doleschall, 1858 - E. rossica Stackelberg 1958 - E. rupium Fabricius, 1805 - E. saphirina Bigot, 1880 - E. saxorum Wiedemann, 1830 - E. semicirculus Walker, 1852 - E. similis (Fallén, 1817) - = E. pratorum Meigen, 1822 - E. stipator Osten Sacken, 1877 - E. tammensis Bagatshanova, 1980 - E. tenax (Linnaeus 1758) - E. tibetica Violovitsh, 1976 - E. transversa (Wiedemann, 1830) - E. tricolor Bigot, 1880 - E. tundrarum Frey, 1932 - E. vallei (Kanervo, 1934) |